# Aulacigaster mcalpinei
Aulacigaster mcalpinei is een vliegensoort uit de familie van de Aulacigastridae. De wetenschappelijke naam van de soort is voor het eerst geldig gepubliceerd in 1994 door Mathis and Freidberg.